# Нагато (линеен кораб, 1919)
Нагато (на японски: 長門, на английски: Nagato) е линеен кораб на Императорския флот на Япония. Главен кораб на едноименния тип. Кръстен е в чест на провинцията в западната част на остров Хоншу, префектура Ямагучи.Става първият в света линеен кораб, въоръжен с 410-мм оръдия на главния калибър. Става първият в света бързоходен линкор. Към момента на влизането си в строя е най-силният линеен кораб в света. „Нагато“ се счита и за първият напълно японски линкор. Потопен е през 1946 г. при атола Бикини в процеса на ядрените опити с атомни бомби „Кросроудс“.

## История на службата

### Довоенен период
Линкорът „Нагато“ е заложен на 28 август 1917 г. в корабостроителницата на военноморския арсенал в Куре като главен кораб на своя тип. По време на строителството си корабът има обозначението „Сенкан 5“. „Нагато“ е спуснат на вода на 9 ноември 1919 г., в церемонията по спускането на линкора вземат лично участие морският министър на Япония вицеадмирал Като Томосабуро и членът на императорската фамилия вицеадмирал принц Фушими Хироясу. Новият линкор е приписан към военноморската база на Йокосука. По време на изпитанията командването на съда, като главен специалист, е поръчано на капитан I ранг Иида Нобутаро (на японски: 飯田延太郎), участник в Цушимското сражение, командващ преди това назначение броненосеца „Сикишима“. На 6 октомври 1920 г., по време на ходовите си изпитания, в залива Сукумо корабът бие световния рекорд по скорост за линкори, показвайки резултат от 26,443 възела (48,9 км/ч), а на 23 ноември бие собствения си рекорд установявайки скоростен лимит от 26,7 възела (49,45 км/ч). След края на тестовите стрелби, линкорът е въведен в състава на японския флот на 25 ноември 1920 г., капитан Иида официално влиза в длъжност командир на кораба. На 1 декември 1920 г. „Нагато“ влиза в 1-а дивизия линейни кораби в качеството на Флагмански кораб на контраадмирал Тотинай Соджиро. Към този момент това е първият кораб в света, нмосещ 16,1 дюйми (410-мм) оръдия. На 13 февруари 1921 г. съдът е посетен от наследника на престола принц Хирохито. На 1 декември 1921 г. капитан Иида е произведен в звание контраадмирал и е преведен на работа в Генералния щаб, а на поста командир на „Нагато“ е сменен от капитан I ранг Кабаяма Канари (на японски: 樺山可也). Първите четири години линкорът провежда бойна подготовка и участва в учения на флота. На 7 септември 1924 г. по време на учебни стрелби потопява кораба-мишена „Сацума“.
От 1 декември 1924 г. е изваден в резерва. Една година на линкора се провеждат работи по модернизация, след което той се връща в действащия флот.
От есента на 1931 г. на линкора текат работи за усилване на зенитното въоръжение. След влизането си в състава на флота, линкорът преминава бойна подготовка. Участва в учения в състава на съединения.
От 1 април 1934 г. във военноморската корабостроителница на Куре започва дълбока модернизация на кораба, която продължава до 5 ноември 1935 г. Основните направления на работите са: замяна на зенитното въоръжение, усилване на бронирането, поставяне на нова система за управление на огъня.
На 20 август 1937 г. линкорът превозва в Китай 2000 войника. „Нагато“ участва в Шанхайските сражения. С завръщането си в японски води взема участие в големи учения на Императорския флот.
На 1 септември 1939 г. линкорът „Нагато“ е назначен за флагман на Обединения японски флот. През цялата последваща 1940 година той преминава мащабни маневри и учения с японския флот. Провежда бойна подготовка и учебни стрелби. Линкорът участва в грандиозния военноморски парад в залива на Йокохама.
През есента на 1941 г. е обявена мобилизацията на всички сили на японския флот, която завършва към 9 октомври. През 17 – 18 ноември 1941 г. „Нагато“ извършва преход към Саеки, за съединяване със самолетоносача „Акаги“. На борда на самолетоносача е адмирал Ямамото уточняващ последните детайли за нападението над Пърл Харбър, след това линкорът се връща в базата. Японските самолетоносачи, след съединяването си, отплават към Пърл Харбър.

### Втора световна война
На 7 декември 1941 г. японската палубна авиация разгромява линейните сили на ВМС на САЩ във военноморската база на Пърл Харбър.
От 8 до 13 декември линкорът „Нагато“, начело на съединение, осъществява прикритието на самолетоносачите на вицеадмирал Чюичи Нагумо.
На 12 февруари 1942 г. „Нагато“ отстъпва ролята на флагман на най-новия линкор – „Ямато“. През пролетта на 1942 г. в Куре „Нагато“ преминава текущ ремонт. От май продължава бойната подготовка и стрелбите. На 29 май, след попълване на боезапаса, линкорът излиза в боен поход. В сражението от 4 юни линкорът не участва. След битката, на 6 юни, приема на борда си екипаж от самолетоносача „Кага“. На 14 юни съединението се връща в Япония.
На 12 юли 1942 г. линкорът „Нагато“ влиза във 2-а дивизия линейни кораби на Японския Императорски флот. До края на 1942 г. линкорът изпълнява функцията на учебен кораб, занимавайки се с бойна подготовка.
От 25 януари до 2 февруари 1943 г. на „Нагато“ се провежда ремонт на котлите. От 31 май до 6 юни преминава модернизация, в процеса на която са поставени четири 25-мм зенитни оръдия и РЛС тип-21. На 8 юни се връща в мястото на базиране.
От 25 до 27 юни преминава учения по буксиране на линкора. На 23 август линкорът, в състава на съединение, пристига в района на Соломоновите острови на остров Трук. На 19 октомври линкорът е преведен на остров Браун. На 23 октомври „Нагато“, в състава на японския флот, излиза за прехващане на авионосното съединение на САЩ „TF-14“, но противника не е открит. На 26 октомври корабите се връщат в Трук.
След нападението на авиацията на САЩ от 1 февруари 1944 г. линкорът, в състава на съединение, извършва преход към Палау, а на 17 февруари се насочва за Сингапур. От 30 март, в док в Сингапур, „Нагато“ преминава текущ ремонт. Линкорът участва в големи учения и бойна подготовка.
От 11 до 15 май линкорът преминава в района на Борнео във военната база Тави-Тави.
На 11 юни линкорът, в състава на съединение „В“, отплава към Филипините. На 19 юни с неуспешното нападение на японската палубна авиация над Гуам започва първото сражение във Филипинско море. По време на нападение на палубната авиация на САЩ „Нагато“ сваля два от атакуващите самолети на противника. В операцията „А-ГО“ японците губят 3 самолетоносача, 2 танкера, няколко бойни кораба са силно повредени. След поражението в битката съединението преминава в Окинава. На 24 юни линкорът се връща в Япония.
От 27 юни до 7 юли корабът преминава довъоръжаване: поставени са 96 25-мм автомата и 4 РЛС.
На 9 юли „Нагато“, в състава на група „В“, пристига в Окинава, превозвайки пехотен полк. На 14 юли пристига в Манила. До 10 октомври линкорът курсира между Линга и Сингапур, превозвайки личен състав и различни товари. На 20 октомври за попълване на запасите си „Нагато“ пристига в Бруней. На 22 октомври съединението на Такео Курита, където влиза и „Нагато“, се насочва към Филипините за участие в операцията „Се“ (Победа).
На 24 октомври, по време на нападение на палубната авиация на САЩ линкорът е ударен от 2 авиобомби.
Първата бомба поврежда въздухопроводи, вследствие на което скоростта на кораба пада до 24 възела. Втората бомба разрушава радиорубката. На „Нагато“ загиват 54 души, 106 са ранени. Корабите преминават през пролива Сан Бернардино и атакуват американското авионосно съединение. „Нагато“ със своя огън сериозно поврежда самолетоносача „Сейнт Ло“ (CVE-63), който скоро е довършен от камикадзе. По време на поредното нападение „Нагато“ получава още 2 бомби. На 28 октомври линкорът се връща в Бруней. На 16 ноември „Нагато“ и другите кораби в порта на Бруней са атакувани от американската авиация.
От 17 ноември съединението линейни кораби извършва преход към японските води, пристигайки в Йокосука на 24 (25) ноември.
До 10 февруари 1945 г. на „Нагато“ се провежда ремонт и замяна на въоръжението, след което той се използва за брегова отбрана. На 20 април корабът е изваден в резерва.
От 1 юни 1945 г. линкорът влиза в състава на флота за брегова отбрана.
По време на нападението на палубната авиация на САЩ от 18 юли линкорът получава попадения от 3 авиобомби. Корабът получава многобройни повреди, загиват 33 матроса и командирът на кораба, контраадмирал Оцука Мики.
Императорът на Япония, на 15 август 1945 г., обявява за капитулация на страната. На 29 август в териториалните води на Япония навлизат американски бойни кораби.
На 15 септември 1945 г. линкорът „Нагато“ е изваден от състава на флота.

## Ядрени опити на атола Бикини
След капитулацията на Япония „Нагато“ е предаден на САЩ. Решено е корабът да се използва за опити с ядрено оръжие.
От 18 март до 4 април 1946 г. линкорът извършва преход към атола Ениветок. Пристигайки на атола Бикини, „Нагато“ участва в изпитанията „Ейбъл“ и „Бейкър“. Първият атмосферен взрив корабът понася без значителни повреди. На 25 юли е произведен подводен взрив, линкорът, намиращ се на 650 м от епицентърът на взрива, получава сериозни повреди. Подводната част на корпуса е разкъсана, и през пробойните започва да нахлува вода.
Поради липсата на екипаж на борда борба за живучест на кораба не се води. На 29 юли 1946 г. линкорът потъва. Във връзка с това, че съгласно плана на опитите, приближени до бойните, е необходимо да се задействат кораби в състояние на бойна готовност, опитните съдове се намират в зоната на поражение със запас гориво и боеприпаси. През 2019 г. са проведени изследвания на последствията от изпитанията, в хода на които се установява, че от „Нагато“ и другите кораби в морето продължават да се изпускат гориво, което се разпространява на много мили в околността.

## Интересни факти
Понастоящем останките на линкора „Нагато“, намиращи се на дъното на лагуната на атола Бикини, са туристическа атракция и привличат многобройни гмуркачи от цял свят.

## Командири на линкора
- 20 ноември 1919 – 1 декември 1921 капитан I ранг (впоследствие вицеадмирал) Иида Нобутаро (на японски: 飯田延太郎);
- 1 декември 1921 – 10 ноември 1922 капитан I ранг (впоследствие вицеадмирал) Кабаяма Канари (на японски: 樺山可也);
- 10 ноември 1922 – 1 декември 1923 капитан I ранг (впоследствие контраадмирал) Такахаши Сецуо (на японски: 高橋節雄);
- 1 декември 1923 – 1 декември 1924 капитан I ранг (последствие вицеадмирал) Саконджи Сейзо (на японски: 左近司政三);
- 1 декември 1924 – 22 август 1925 капитан I ранг (впоследствие контраадмирал) Суцуму Накаджима (на японски: 中島晋);
- 22 август 1925 – 1 декември 1926 капитан I ранг (впоследствие контраадмирал) Осоегава Масахару (на японски: 小副川敬治);
- 1 декември 1926 – 1 декември 1927 капитан I ранг (позже адмирал) Хасегава Кийоши (на японски: 長谷川清);
- 1 декември 1927 – 10 декември 1928 капитан I ранг (последствие вицеадмирал) Мацушита Каору (на японски: 松下薫);
- 10 декември 1928 – 30 ноември 1929 капитан I ранг (последствие вицеадмирал) Иноуе Цугимацу (на японски: 井上継松);
- 30 ноември 1929 – 1 декември 1930 капитан I ранг (последствие вицеадмирал) Хамада Йошиджиро (на японски: 浜田吉治郎);
- 1 декември 1930 – 10 октомври 1931 капитан I ранг (последствие вицеадмирал) Накамура Камешабуро (на японски: 中村 亀三郎);
- 10 октомври – 1 декември 1931 капитан I ранг (последствие вицеадмирал) Хара Кейтаро (на японски: 原敬太郎);
- 1 декември 1931 – 4 март 1932 капитан I ранг (последствие вицеадмирал) Сугизака Теджиро (на японски: 杉坂悌二郎);
- 4 март – 1 декември 1932 капитан I ранг (впоследствие контраадмирал) Сонода Минору (на японски: 園田 実);
- 1 декември 1932 – 15 ноември 1933 капитан I ранг (впоследствие контраадмирал) Уно Секидзо (на японски: 宇野積蔵);
- 15 ноември 1933 – 15 ноември 1934 капитан I ранг (впоследствие контраадмирал) Сада Кенъичи (на японски: 佐田健);
- 15 ноември 1934 – 15 юли 1935 капитан I ранг (впоследствие контраадмирал) Юкико Кацуми (на японски: 雪下勝美);
- 15 юли 1935 – 1 декември 1936 капитан I ранг (впоследствие контраадмирал) Сайто Джиро (на японски: 斎藤二朗);
- 1 декември 1936 – 1 декември 1937 капитан I ранг (последствие вицеадмирал) Самеджима Томое (на японски: 鮫島具重);
- 1 декември 1937 – 15 септември 1938 капитан I ранг (последствие вицеадмирал) Накаджима Торахико (на японски: 中島寅彦);
- 15 септември – 15 декември 1938 капитан I ранг (последствие вицеадмирал) Какуджи Какута (на японски: 角田覚治);
- 15 декември 1938 – 15 ноември 1939 капитан I ранг (последствие вицеадмирал) Фукудоме Шигеру (на японски: 福留繁);
- 15 ноември 1939 – 15 октомври 1940 капитан I ранг (последствие вицеадмирал) Токунага Сакае (на японски: 徳永栄);
- 15 октомври 1940 – 11 август 1941 капитан I ранг (последствие вицеадмирал) Ониши Шиндзо (на японски: 大西新蔵);
- 11 август 1941 – 10 ноември 1942 капитан I ранг (последствие вицеадмирал, посмъртно) Яно Хидео (на японски: 矢野英雄);
- 10 ноември 1942 – 2 август 1943 капитан I ранг Хишамуне Йонджиро (на японски: 久宗米次郎);
- 2 август – 25 декември 1943 капитан I ранг (последствие вицеадмирал, посмъртно) Хаякава Микио (на японски: 早川幹夫);
- 25 декември 1943 – 20 декември 1944 капитан I ранг (впоследствие контраадмирал) Кобе Юджи (на японски: 兄部勇次);
- 20 декември 1944 – 27 април 1945 капитан I ранг Сибуя Кийоме (на японски: 渋谷清見);
- 27 април – 24 юли 1945 контраадмирал Оцука Мики (на японски: 大塚幹);
- 24 юли – 20 август 1945 В.И.Д. контраадмирал Икеучи Машамити (на японски: 池内正道);
- 24 юли – 15 септември 1945 капитан I ранг Чугино Чуичи (на японски: 杉野修);
- 18 март – 4 април 1946 капитан от ВМС на САЩ У. Д. Уипъл (на английски: WJ Whipple).

- Кабаяма Канари 
 ком. 1921 – 1922
- Саконджи Сейзо 
 ком. 1923 – 1924
- Хасегава Кийоши 
 ком. 1926 – 1927
- Накамура Камешабуро 
 ком. 1930 – 1931
- Сугизака Теджиро 
 ком. 1931 – 1932
- Фукудоме Шигеру 
 ком. 1938 – 1939
- Ониши Шиндзо 
 ком. 1940 – 1941